# Giuliano Nostini
Giuliano Nostini (Róma, 1912. október 3. – Bressanone, 1983. augusztus 16.) világbajnok, olimpiai ezüstérmes olasz tőrvívó, Renzo Nostini világbajnok, olimpiai ezüstérmes tőr- és kardvívó, sportvezető, vállalkozó bátyja.